# 牧野成時
牧野成時（1663年—1687年11月1日），是下總國關宿藩的嫡子。德川綱吉的側用人牧野成貞的養子。
寬文3年（1663年）出生，上總國久留里藩的藩祖黑田用綱的四男。母為都築為次的養女。幼名直陸、通稱右衛門、兵部。天和元年（1681年）12月與成貞的次女牧野安結婚。天和2年（1682年）12月14日升為從五位下、據說同年在美濃守任時，在妻子安被德川綱吉召入大奧參見當晚切腹自殺。牧野家的系譜則為貞享4年（1687年）陰曆9月27日因食物中毒猝死為流傳。（戶田茂睡「御當代記」）
成時過世後，牧野成春成為成貞的養子。